# José Rodríguez Losada

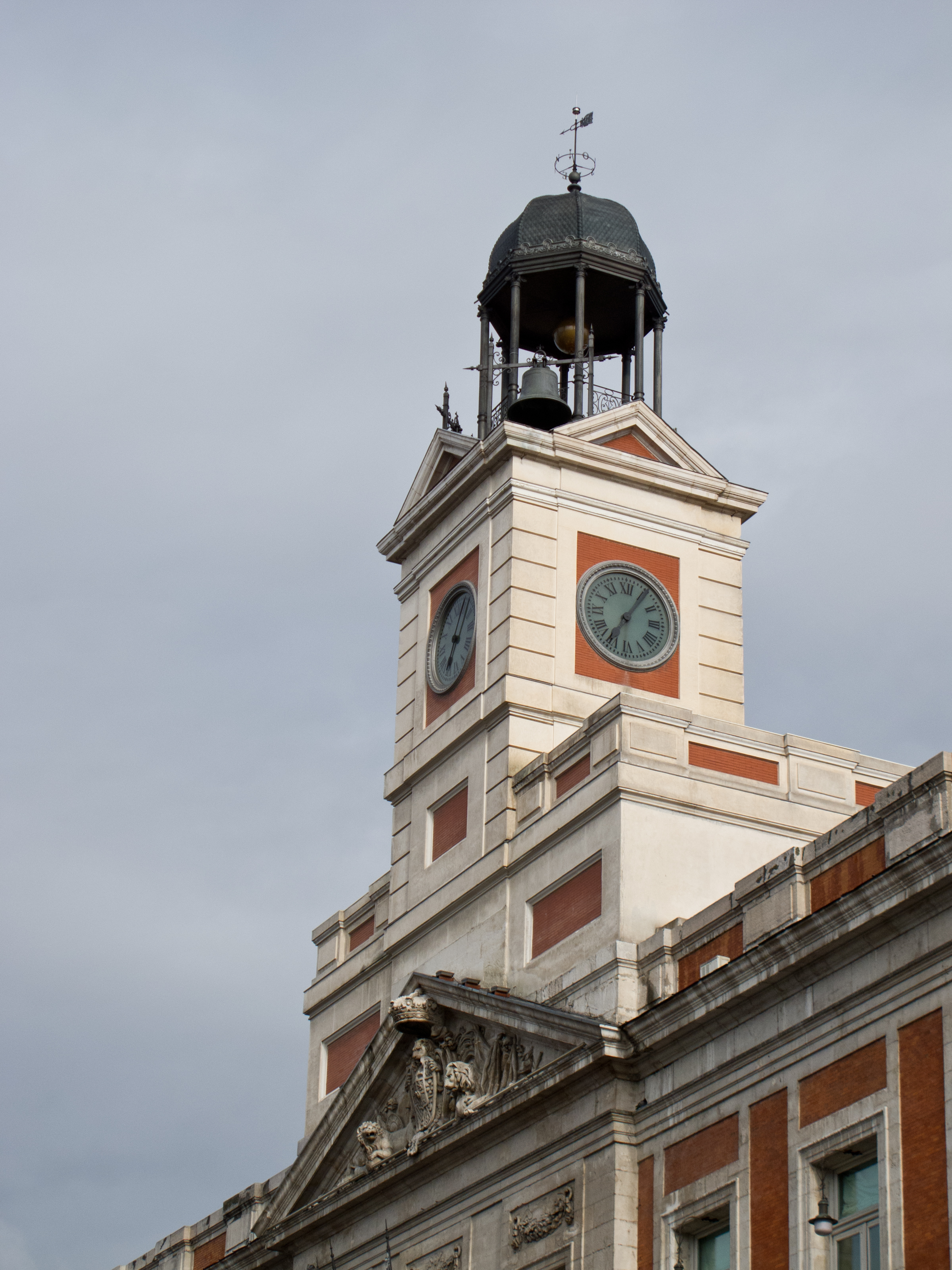
El rellotge que va llançar a la popularitat, donat gratuïtament a l'Ajuntament es va col·locar a la Puerta del Sol, sota un templet.

 José Rodríguez Losada  o  José Rodríguez de Losada  (Iruela, Truchas, Lleó, 8 de maig del 1797 - Londres, 6 de març del 1870) va ser un rellotger espanyol de mitjan segle xix, que signava les seves obres  J. R. Losada . Va ser un militar liberal, que es va exiliar a Londres. És famós per haver donat gratuïtament a l'Ajuntament de Madrid el  Rellotge de Governació  que presideix la Puerta del Sol de Madrid (1866), encara que alguns autors assenyalen que el rellotge no és obra de Losada. De la fama i tenacitat d'aquest lleonès hi ha diversos poemes realitzats i dedicats pel seu gran amic José Zorrilla.

## Biografia
El 8 de maig de 1797 nasqué José en un poblet de la província de Lleó anomenat Iruela, actualment una pedania de Truchas. El seu pare era Miguel Rodriguez i la seva mare Maria Conejero. El seu nom hauria d'haver estat  José Rodriguez Conejero  però era costum que les persones en emigrar, sobretot si eren de condició noble, adoptessin el cognom de la jurisdicció on havien nascut, i atès que Iruela pertanyia a Losada, va adquirir aquest cognom. Poc se sap de la seva infància, se sap per rumors que a l'edat de disset anys pasturava amb les vaques de la seva família en el Teleno. Cuidava José les vaques quan se li va perdre una vedella durant la nit, tot i això la va buscar amb terrible por de les represàlies de la seva família en assabentar-se de la pèrdua de l'animal. Després de veure morta a la vedella fuig fins que en Puebla de Sanabria és recollit per un traginer que el porta a Extremadura. Després d'aquest incident de joventut, alguns anys després apareix a Madrid com Oficial de l'Exèrcit Espanyol durant el període del Trienni Liberal. Es coneix aquesta professió en aquesta etapa de la seva vida gràcies al fet que figura en l'expedient per a la concessió de la condecoració de  Cavaller de l'Orde de Carles III , que se li va atorgar per Reial decret.

### Exili
Fuig a França des de Madrid recorrent el trajecte a cavall, perseguit per la justícia fins a l'últim instant. Aquesta fugida és causada per raó de les seves tendències liberals. De França acaba a Londres (Anglaterra) i es desconeix la causa d'aquesta elecció, encara que Londres era una de les destinacions habituals dels emigrats liberals a l'empara del « Comitè d'Ajuda als Emigrants ». El  Comitè  li va obtenir en els primers dies d'exili un simple treball com mosso de neteja en una rellotgeria. S'esmenta com ja des dels primers mesos amb les simples maquinàries desfetes i tirades a les escombraries Losada componia veritables rellotges. A poc a poc sota l'estricta vigilància del mestre rellotger Losada, gràcies a la seva natural habilitat, va aconseguint confiança fins a arribar a Oficial Rellotger. La vertiginosa capacitat de Losada adquirida a Londres fa pensar que abans a Madrid ja va tenir l'afició, però alguns dels biògrafs desestimen aquesta possibilitat. El propietari de la rellotgeria cau malalt d'una llarga malaltia i José és l'encarregat de substituir-lo durant la convalescència. Finalment mor el seu cap i Losada hereta el negoci que ell expandeix en el mercat espanyol i iberoamericà. Van passar només cinc anys des que se'n va anar d'Espanya fugint de la justícia.

### Losada empresari

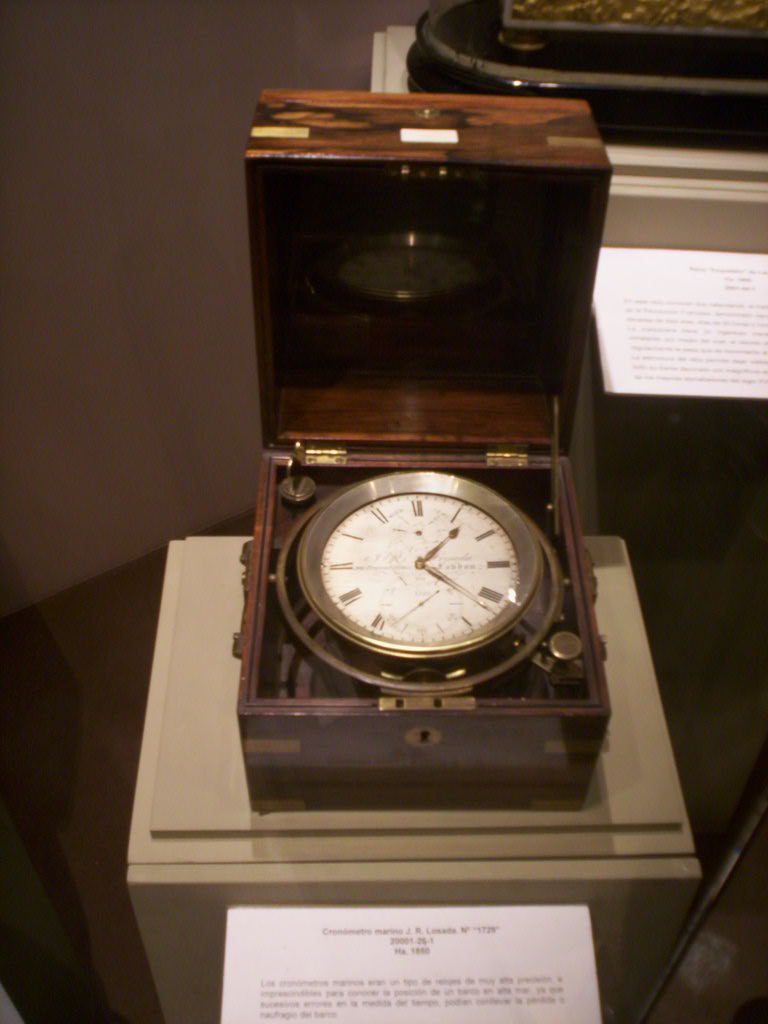
Cronòmetre marí de Losada.

Losada es casa amb la vídua del seu anterior cap. Estableix la seva rellotgeria a  Regent Street  105 (Londres) i aviat obre sucursals a Europa i sobretot a Amèrica Llatina i Filipines. A la rebotiga de la botiga s'estableix una tertúlia que ell mateix denomina:  La Tertúlia de la Parla Espanyola . A aquesta tertúlia hi van: Zorrilla, Ramon Cabrera, Juan Manuel de Roses, Luis Altamirano, General Prim. L'Armada Espanyola li encarrega diversos cronòmetres marins que finalment és proposat pel Govern Espanyol com  Rellotger i cronometrista de la Marina . El 1855 coneix al poeta i dramaturg José Zorrilla, és en aquest any quan va enviar a Espanya el primer rellotge tipus fanal de carrer a Jerez de la Frontera, amb la signatura:  J. R. Losada 105 Regent St London. Aquest rellotge de quatre esferes al cap del temps va tenir problemes de precisió que finalment van ser resolts. El 1858 Losada lliura dues dotzenes de cronòmetres seus a la Marina Espanyola. Alguns cronòmetres de pèndol van ser cedits al Reial Institut i Observatori de l'Armada. El tracte que rep el decideix a viatjar a Espanya el 1859 i visitar el seu poble natal d'Iruela.

### Retorn a Espanya i Rellotge de Governació
Quan torna a Espanya governa Isabel II i corre l'etapa del Govern d'O'Donnell. El primer que visita és Madrid i es troba amb les reformes d'eixample de la Porta del Sol i comprova com tot ha canviat. És possible que es fixés en el rellotge de la torre de l'edifici del Ministeri de Governació. És molt possible que rebés les queixes dels madrilenys de l'època, no funcionava bé. Sent ja el segon dels rellotges col·locats no sembla que els encarregats de l'Ajuntament hagin trobat una bona maquinària. Durant aquest viatge va decidir elaborar un rellotge que reparés aquell mal-funcionament. Durant aquest viatge va fer amistat amb Santiago Alonso Cordero. És molt segur que la seva cortesia britànica el va obligar a visitar diversos militars de la Marina Espanyola, entre ells el General Armero al que va lliurar un rellotge. En les seves posteriors reiterades visites a Madrid es va allotjar al Grand Hôtel de París de la Puerta del Sol
Al març de 1860 Losada visita la seva terra natal: Astorga. Acostumat a la vida londinenca el viatge a la seva terra natal per camins rurals se li fa pesat. En quaranta anys d'exili, Losada va tornar tres vegades a Espanya. Sempre va mantenir la residència a Londres al costat de les seves botigues i laboratoris de rellotgeria. En un viatge que realitza el 1868 durant el qual atorga el seu testament a Cadis el 3 d'abril de 1868. Rodríguez Losada va morir, el 6 de març de 1870, a Londres deixant una immensa fortuna que van heretar les seves germanes, un nebot, així com el seu metge i els seus servents.

## Obres
Un dels models en què es va especialitzar, les sabonetes, van aconseguir fama internacional sent un dels seus clients la reina d'Espanya Isabel II. Una d'elles va ser lliurada com a regal a l'Almirall Méndez Núñez després de la batalla del Callao (actualment al Museu Naval de Madrid). Durant el seu període de màxima esplendor va acceptar la formació d'espanyols en el seu taller londinenc. Va exercir com rellotger en cap a l'Observatori de San Fernando.
Entre les seves creacions hi va haver diferents models de cronòmetre marí, molt pràctic per al càlcul de la longitud geogràfica durant la navegació.